# Clark Graebner
Clark Graebner (Cleveland, 4 novembre 1943) è un ex tennista statunitense.

## Biografia
Nato in Ohio il 4 novembre 1943 ha poi frequentato la Northwestern University in Illinois. Nel 1964 si è sposato con la tennista Carole Caldwell da cui ha avuto due figli.

## Carriera
Si fa conoscere già a livello giovanile quando, durante Wimbledon 1961, vince il singolare ragazzi superando in finale Ernst Blanke. Ottiene risultati importanti giocando nell'era amatoriale, durante gli Australian Championships 1966 raggiunge infatti i quarti di finale perdendo da John Newcombe e nello stesso anno raggiunge la finale del doppio maschile e del misto al Roland Garros, vincendo la prima insieme a Dennis Ralston.
L'anno successivo raggiunge la prima finale Slam in singolare, agli US Open, dove si arrende nuovamente a John Newcombe. Nel 1968 alla prima stagione dell'era Open raggiunge la semifinale in singolare sia a Wimbledon sia agli US Open.
Al London Indoor 1972 è protagonista di uno scontro fisico con Ilie Năstase che viene preso per il collo e minacciato per il comportamento adottato in campo. Al termine del primo set Nastase si ritira non sentendosi al sicuro.
In Coppa Davis Graebner ha giocato un totale di venti match con la squadra statunitense vincendone 16 e ha contribuito alla conquista del titolo nel 1968.
Fu una vittoria in tre set contro Graebner, vittima di uno strappo alla schiena al secondo turno dell'edizione 1968 del Queensland Championship di Brisbane, a convincere il diciottenne Adriano Panatta che il tennis sarebbe diventato il suo futuro.

## Statistiche

### Singolare

#### Vittorie (13)
| Nr. | Anno | Torneo                                              | Superficie    | Avversario in finale    | Punteggio               |
| 1.  | 1968 | Central California Championships, Sacramento        | Cemento       | Stan Smith              | 10-8, 6-4, 6-2          |
| 2.  | 1968 | U.S. Men's Clay Court Championships, Milwaukee      | Terra rossa   | Stan Smith              | 6–3, 7–5, 6–0           |
| 3.  | 1969 | Richmond Open, Richmond                             | Sintetico (i) | Thomaz Koch             | 6–3, 10–12, 9-7         |
| 4.  | 1969 | Empire State Indoor, New York                       | Cemento (i)   | Charlie Pasarell        | 6–2, 6–2                |
| 5.  | 1969 | U.S. Hard Court Championships, Sacramento           | Cemento       | Erik Van Dillen         | 6–4, 3–6, 4–6, 6–0, 7-5 |
| 6.  | 1969 | Northern Championships, Manchester                  | Erba          | Graham Stilwell         | 9-7, 3-6, 6-4           |
| 7.  | 1969 | Southampton Invitation, Southampton                 | Erba          | Bob Lutz                | 6–2, 6–2, 6–4           |
| 8.  | 1970 | River Oaks International Tennis Tournament, Houston | Terra rossa   | Cliff Richey            | 2–6, 6–3, 5–7, 6–3, 6-2 |
| 9.  | 1970 | Kent Championships, Beckenham                       | Erba          | Robert Maud             | 6-4, 10-8               |
| 10. | 1971 | U.S. Indoor National Championships, Salisbury       | Cemento (i)   | Cliff Richey            | 2–6, 7–6, 1–6, 7–6, 6–0 |
| 11. | 1971 | Pennsylvania Lawn Tennis Championship, Merion       | Cemento       | Dick Stockton           | 6–2, 6–4, 6–7, 7–5      |
| 12. | 1971 | South Orange Open, South Orange                     | Cemento       | Pierre Barthes          | 6–3, 6–4, 6–4           |
| 13. | 1973 | Des Moines Open, Des Moines                         | Cemento (i)   | Nicholas Kalogeropoulos | 7–5, 4–6, 6–4           |